# Hugo González (cestista)
Hugo González Peña (Madrid, 5 febbraio 2006) è un cestista spagnolo.

## Carriera

### Squadra
Nel 2025 è stato selezionato al Draft NBA con la ventottesima scelta assoluta dai Boston Celtics.

### Nazionale
Nel 2023 ha vinto la medaglia d'argento all'Europeo Under-18, tenutosi in Serbia, venendo inserito nel miglior quintetto della manifestazione. Il 20 febbraio 2025 ha esordito con la nazionale maggiore, in occasione della partita di qualificazione all'Europeo del 2025 persa per 83-66 contro la Lettonia, in cui ha segnato 11 punti.

## Palmarès
- Campionato spagnolo: 2

Real Madrid: 2023-2024, 2024-2025
- Copa del Rey: 1

Real Madrid: 2024
- Supercoppa spagnola: 1

Real Madrid: 2023

### Competizioni giovanili
- Euroleague Basketball Next Generation Tournament: 2

Real Madrid: 2023, 2024